# Dictamnia
Dictamnia is een kevergeslacht uit de familie van de boktorren (Cerambycidae). De wetenschappelijke naam van het geslacht werd voor het eerst geldig gepubliceerd in 1869 door Pascoe.

## Soorten
Dictamnia omvat de volgende soorten:
- Dictamnia amplicollis (Gressitt, 1951)
- Dictamnia biapiculata Aurivillius, 1908
- Dictamnia discalis Gressitt, 1959
- Dictamnia rugosa Pascoe, 1869